# Геддес, Барбара
Барбара Геддес (род. 15 октября 1944) — одна из основных теоретиков авторитаризма, американский политолог, , профессор кафедры политологии Калифорнийского университета в Лос-Анджелесе. Её книга «Парадигмы и замки из песка» (2003) стала влиятельной книгой в области сравнительной политологии.

## Исследования
Барбара Геддес предложила классификацию различных авторитарных режимов, сведя их к пяти типам:
- военные диктатуры
- однопартийные диктатуры
- персоналистические диктатуры
- монархии
- гибридные диктатуры.

— Классификация персоналистских, партийных и военных режимов, проведенная Геддес (1999), и ее использование этой классификации для изучения теорий выживания диктатур и вероятности демократических переходов были новаторскими
В статье Барбары Геддес 2014 года количество типов диктатур было увеличено до семи, добавились:
- олигархические
- непрямые военные режимы

Американский учёный в области сравнительной политологии Томас Пепински высоко оценил новаторство Геддес.
В её более ранних работах исследовалась бюрократическая реформа и коррупция в Бразилии, экономическая политика в Латинской Америке и политические переговоры по поводу институционального выбора. Научный интерес Геддес сфокусирован на Латинской Америке.

## Основные работы
- Geddes, Barbara. Politician's Dilemma: Building State Capacity in Latin America. — University of California Press, 1994. — ISBN 978-0520207622.
- Geddes, Barbara. Paradigms and Sand Castles: Theory Building and Research Design in Comparative Politics. — University of Michigan Press, 2003. — ISBN 978-0472068357.
- Geddes, Barbara. How Dictatorships Work: Power, Personalization, and Collapse / Barbara Geddes, Joseph Wright, Erica Frantz. — Cambridge University Press, 2018. — ISBN 9781107115828.

## Награды
- 2014 — премия секции сравнительной политики Американской ассоциации политических наук (премия наставничества для выпускников Бингема Пауэлла)[7]
- 2015 — премия секции сравнительной политики Американской ассоциации политических наук (премия Лейпхарта/Пшеворского/Вербы за «Набор данных об автократических режимах» (созданный совместно с политологами Джозефом Г. Райтом и Эрикой Франц из Университета штата Пенсильвания и Университета штата Мичиган, соответственно)[8]